# L'Esclave blanche (film, 1907)
Pour les articles homonymes, voir L'Esclave blanche (homonymie).
Pour plus de détails, voir Fiche technique et Distribution.
L'Esclave blanche (Den hvide slavinde) est un film danois muet réalisé par Viggo Larsen, sorti en 1907.

## Synopsis
Kidnappée, une jeune fille est contrainte de travailler dans une maison close.

## Fiche technique
- Titre : L'Esclave blanche[1]
- Titre original : Den hvide slavinde
- Réalisation : Viggo Larsen
- Scénario : Arnold Richard Nielsen
- Directeur de la photographie : Axel Graatkjær
- Décorateur : Robert Krause
- Pays d'origine :  Danemark
- Sociétés de production : Nordisk Film
- Longueur : 155 mètres
- Format : Noir et blanc - 1,33:1 - Muet
- Date de sortie :
  -  Danemark : 12 janvier 1907

## Distribution
- Gerda Jensen : la fille
- Viggo Larsen : le jeune homme
- Gustave Lund : le père de la fille